# Райский, Наум Маркович
Наум Маркович Райский (Лехтман) (1894—1937) — руководящий сотрудник ОГПУ-НКВД СССР, начальник Управления НКВД по Оренбургской области, старший майор государственной безопасности (1935). Расстрелян в  «особом порядке». Реабилитирован посмертно.

## Биография
Родился в еврейской семье. Отец, М. Лехтман, был книгоношей, затем учителем еврейской грамоты; разбогатев, купил книжную лавку, печатную мастерскую, а затем крупную типографию в Харькове. В 1924 году эмигрировал в Палестину. Ученик наборщика в печатной мастерской отца в Браилове с мая 1908 года до ноября 1910 года. Наборщик в типографиях: Н. Источника в Жмеринке с ноября 1910 года  до сентября 1911 года, затем снова у отца в Браилове с сентября 1911 до декабря 1912 года. Наборщик в типографии Ратур-Рутера в Одессе с декабря 1912 до октября 1913 года, типографии Шапиро в местечке Шипков с октября 1913 до февраля 1914 года, снова в типографии у отца в Браилове с февраля 1914 до октября 1915 года. Работал в типографии Рабиновича и отца в Полтаве с октября 1915 до июня 1916 года, типографии Бенгиса в Харькове с июня 1916 до 1917 года, опять в типографии отца в Харькове с 1917 по 1918 год, затем в типографии Уманского в Харькове с 1918 по декабрь 1919 года. Болел, находясь в Харькове, с января по март 1920 года. С 1914 года член РСДРП(м), с мая до июля 1917 года член Еврейской социал-демократической рабочей партии, с 1921 член РКП(б).
С апреля по ноябрь 1920 года контролёр, заведующий бюро жалоб Харьковской губернской рабоче-крестьянской инспекции. Затем секретарь Управления заготовок Наркомата продовольствия Украинской ССР. В органах ВЧК-ГПУ-НКВД с 1921 года : в 1921–1922 гг. уполномоченный, заведующий группой политического контроля Особого отдела Всеукраинской ЧК при СНК Украинской ССР, начальник 1-й группы Секретного отдела, начальник Секретного отдела Секретно-оперативной части ГПУ при СНК Украинской ССР. В 1922–1924 годах начальник Секретного отдела Харьковского губотдела ГПУ, начальник Секретного отдела Секретно-оперативной части ГПУ при СНК Украинской ССР. В сентябре 1924 года, в связи с эмиграцией его отца в Палестину, понижен в должности и переведён в провинцию на должность начальника окружного отдела ОГПУ города Александрии, затем в распоряжении ОГПУ при СНК СССР. Через три месяца получил новое назначение в Ленинград, до 1926 года помощник, заместитель начальника Секретно-оперативной части Полномочного представительства ОГПУ по Ленинградскому военному округу (ВО). Одновременно поступил на юридический факультет ЛГУ, но не окончил его. В 1926–1927 годах начальник Секретно-оперативного управления, начальник Информационного отдела и политического контроля Полномочного представительства ОГПУ по Ленинградскому ВО. В 1927–1929 годах заместитель начальника Секретно-оперативной части Полномочного представительства ОГПУ по Ленинградскому ВО.
В начале 1929 года был переведён в резерв ОГПУ и 26 сентября поступил на службу в Государственную Публичную библиотеку заместителем директора по административно-хозяйственной части. Деятельно проявлял себя как член Правления библиотеки и в качестве члена многочисленных комиссий по вопросу об организации марксистских семинаров, по выписке иностранной литературы, активно занимался подготовкой чистки кадрового аппарата. На заседаниях Правления ставил вопрос о "разгрузке" руководящего аппарата, выступал с предложениями об изменении делопроизводства. 6 октября 1929 г. освобождён от работы в библиотеке ввиду его командировки на Дальний Восток.
В 1930–1931 годах временно исполняющий обязанности начальника, начальник Секретно-оперативного управления Полномочного представительства ОГПУ по Дальне-Восточному краю. В 1931–1932 годах начальник Секретно-оперативного управления Полномочного представительства ОГПУ по Средней Азии. В 1932–1934 годах 2-й заместитель полномочного представителя ОГПУ по Средней Азии. В 1933–1934 гг. председатель ГПУ при СНК Узбекской ССР. В 1934 г. нарком внутренних дел Узбекской ССР, заместитель начальника Управления НКВД по Средней Азии. В 1934–1937 годах начальник Управления НКВД по Оренбургской области  (выделена тогда же из Средне-Волжского края).
В середине марта 1937 г. он был отозван в Москву, снят с должности за "развал чекистской работы". На момент ареста 4 июля 1937 жил в Москве, в гостинице. Внесен в списки «Москва-центр» («Бывш. сотрудники НКВД») от 1 и 13 ноября 1937г. по 1-й категории («за» Сталин, Каганович, Молотов, Ворошилов) . 15 ноября Комиссией НКВД СССР, Прокурора СССР и председателя Военной коллегии Верховного суда СССР был оформлен к расстрелу  в «особом порядке» за  «участие в контрреволюционной организации в органах НКВД». Расстрелян 15 ноября 1937 г. в г. Москва в числе ряда известных сотрудников ВЧК-ГПУ-НКВД (Г. И. Бокий, И. И. Сосновский, В. А. Стырне, П. Г. Рудь, М. К. Александровский, Р. И. Аустрин, И. М. Блат, А. П. Шийрон и др.). Место захоронения — «могила невостребованных прахов» № 1 крематория Донского кладбища. Реабилитирован посмертно 11 июня 1957 года определением Военной коллегии Верховного суда СССР.

### Образование
Получил домашнее образование, затем учился в вечерней 8-классной школе для взрослых в Харькове с 1918 по 1919 год. Затем учёба в Харьковском институте народного хозяйства. С 1926 по 1929 год учился на факультете советского права Ленинградского университета, высшее образование не закончил.

### Звания
- старший майор государственной безопасности (29.11.1935).

### Награды
- орден Трудового Красного Знамени УзбССР (№ 504, 05.11.1932);
- знак "Почётный работник ВЧК-ГПУ (V)" (№ 189);
- знак "Почётный работник ВЧК-ГПУ (XV)"(20.12.1932).